# Jan Studniarski

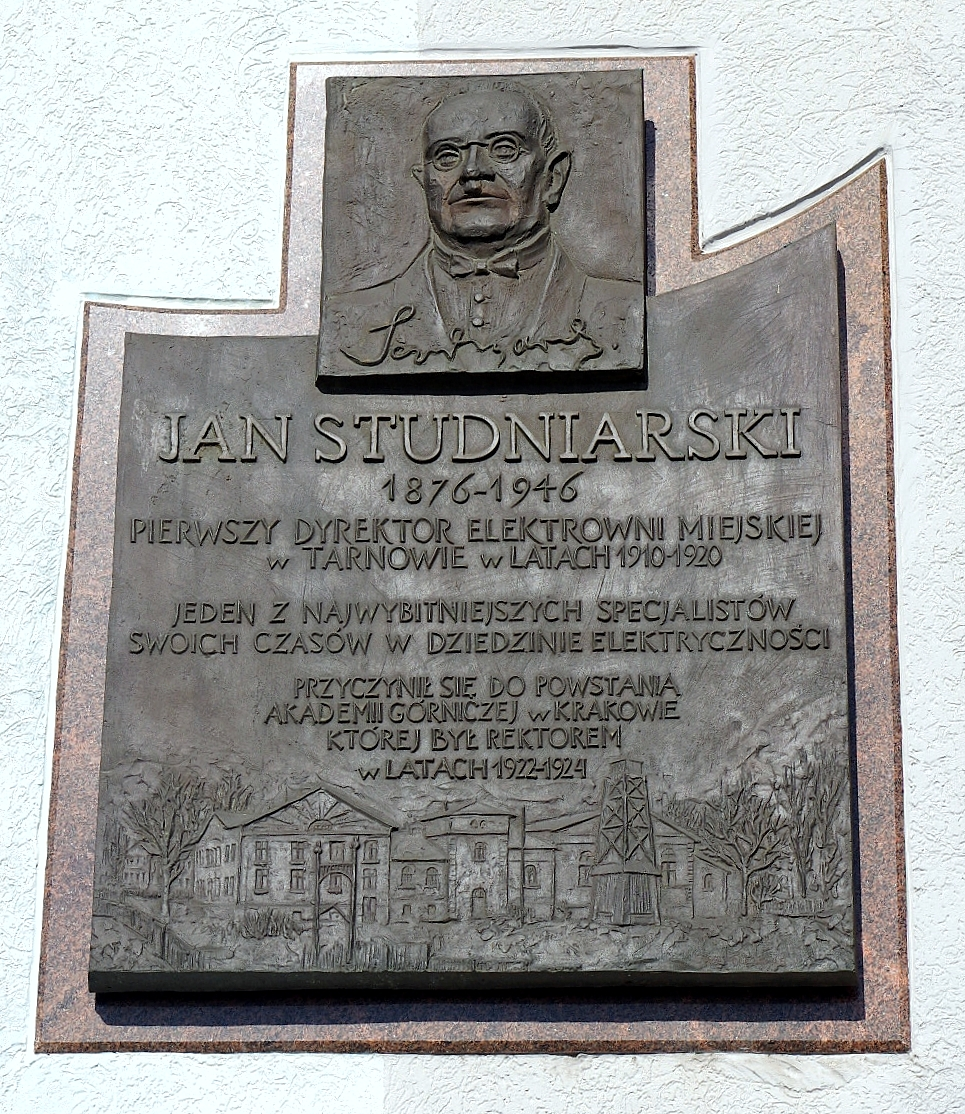
Tarnów – tablica upamiętniająca prof. Jana Studniarskiego – pierwszego dyrektora Elektrowni Miejskiej w Tarnowie.

Jan Władysław Studniarski herbu Pobóg (ur. 21 marca 1876 w Szamotułach, zm. 23 stycznia 1946 w Krakowie) – polski elektrotechnik, prof. zw. dr inż., pionier elektryfikacji Polski, pierwszy dyrektor Elektrowni Miejskiej w Tarnowie w latach 1910–1920, rektor Akademii Górniczej w Krakowie w latach 1922–1924, wiceprezydent Poznania.

## Życiorys
Był synem Feliksa (1835–1886), lekarza w Szamotułach oraz Antoniny z Chosłowskich. Jego stryjem był Wincenty a bratem Stefan Tadeusz. Po ukończeniu w 1894 Gimnazjum św. Marii Magdaleny w Poznaniu studiował w latach 1894–1900 na niemieckich politechnikach (Technische Hochschulen) w Berlinie, Stuttgarcie i Hanowerze, gdzie na Oddziale Elektrotechnicznym Wydziału Maszynowego uzyskał 16 stycznia 1902 dyplom inżyniera elektryka, jak również 11 stycznia 1905 otrzymał tytuł doktora inżynierii. W 1905–1909 pracował jako asystent w laboratorium elektrotechnicznym w Berlinie, a w latach 1907–1909 jako docent wykładał równocześnie elektrotechnikę prądów silnych oraz technikę prądów zmiennych w berlińskiej Wojskowej Akademii Technicznej. w lutym 1912 objął kierownictwo Kolei Elektrycznej w Tarnowie, a 2 lipca 1914 został dyrektorem tarnowskich Miejskich Zakładów Elektrycznych. W 1919, na cztery miesiące, przeniósł się do Poznania, gdzie od 4 lipca pełnił funkcję wiceprezydenta miasta. 9 czerwca 1920 został mianowany profesorem zwycz. elektrotechniki Akad. Górniczej (AG) w Krakowie. Na AGH zorganizował od podstaw Zakład Elektrotechniki, przy którym utworzył laboratorium elektrotechniczne. W 1923 został członkiem korespondentem Wydziału Nauk Mechanicznych Akademii Nauk Technicznych w Warszawie. Współtwórca i w latach 1922–1924 drugi w historii rektor Akademii Górniczej w Krakowie. 6 listopada 1939 w ramach Sonderaktion Krakau, wraz z innymi profesorami krakowskich uczelni, został uwięziony przez gestapo i przewieziony do obozu koncentracyjnego w Sachsenhausen. Zwolniony 8 lutego 1940 z grupą najstarszych profesorów. Po powrocie do Krakowa wykładał w oficjalnie działającej dwuletniej Państwowej Szkole Technicznej Górniczo-Hutniczo-Mierniczej. Dodatkowo pracował w oddziale elektrotechnicznym utworzonego w 1942 Zakładach Badań Materiałów od stycznia 1943 był kierownikiem jego laboratorium. Po zakończeniu okupacji niemieckiej i wznowieniu na początku 1945 działalności AGH objął 1 czerwca 1945 Katedrę Elektrotechniki i przywrócił działalność jej Zakładu. Wraz z pracownikami wspomagał uruchamiane zakłady przemysłowe w zakresie cechowania i poprawnego działania elektronicznych urządzeń pomiarowych. Zmarł 23 stycznia 1946. Został pochowany na cmentarzu Rakowickim w Krakowie 29 stycznia 1946. Był żonaty z Anną z Lipińskich. Małżeństwo zostało bezdzietne. W 1928 został odznaczony Medalem Dziesięciolecia Odzyskania Niepodległości.